# سوزان إل. وودورد
سوزان إل. وودورد (بالإنجليزية: Susan L. Woodward)‏ هي عالمة سياسة أمريكية، ولدت في 1944.